# Bill Gadolo
Bill Gadolo (ur. 1 maja 1977 w Suvie) – fidżyjski rugbysta, reprezentant kraju, uczestnik dwóch Pucharów Świata, następnie trener.

## Zawodnik
W lokalnych rozgrywkach w Suvie związany był z Lomaiviti Rugby Club, zaś w ogólnokrajowych reprezentował Suvę oraz przez rok Nadrogę. W 2008 roku zdobył mistrzostwo Niemiec z SC Frankfurt 1880.
Kraj reprezentował w kategoriach juniorskich, zaś w seniorskiej kadrze zadebiutował w meczu z Japonią w maju 2000 roku. Wziął z nią udział w dwóch Pucharach Świata – w 2003 i 2007 – w obydwu wychodząc na boisko w jednym meczu. Zagrał także w Pucharze Narodów Pacyfiku 2007. Łącznie dla fidżyjskiej reprezentacji w latach 2000–2007 rozegrał dwadzieścia osiem spotkań, w tym dwadzieścia testmeczów. Dodatkowo z Fiji Barbarians występował w Pacific Rugby Cup.

## Trener
Był trenerem formacji młyna zespołu Nadi w roku 2009, rok później był zaś szkoleniowcem Suvy. Trenował także lokalny Lomaiviti Rugby Club.
W 2012 roku został asystentem trenera kadry U-20 w mistrzostwach świata, pierwszym trenerem był zaś w latach 2013 i 2015. W roku 2014 był jednym z selekcjonerów narodowej reprezentacji.
Pod koniec roku 2015 został odpowiedzialny za profesjonalny rozwój zawodników oraz powstającą w tym celu akademię.